# Sikorsky S-52
Сикорский S-52 — американский многоцелевой вертолёт. В Корпусе морской пехоты США имел обозначение HO5S-1.
Вертолёт создан компанией «Сикорский Эйркрафт»; проектировался как гражданский многоцелевой вертолёт. 
Первый полёт совершил в 1947 году. Всего было построено 97 вертолётов S-52 всех модификаций.
Вошёл в историю как машина, на которой впервые в истории вертолётных полётов была совершена «мёртвая петля» — 19 мая 1949 года, пилотом Гарольдом Томпсоном (en:Harold E. Thompson).

## Тактико-технические характеристики
Модификация HO5S-1
- Диаметр главного винта, м: 10,06
- Диаметр хвостового винта, м: 2,69
- Длина, м: 8,78
- Высота, м: 4,69
- Масса, кг
  - пустого 800
  - максимальная взлётная 1225
- Тип двигателя 1 ПД Franklin O-425-1
- Мощность, кВт 1×183
- Максимальная скорость, км/ч 130
- Крейсерская скорость, км/ч 117
- Практический потолок, м
- Экипаж, чел.: 1—2
- Полезная нагрузка: 2—3 пассажира